# Guatavita (kommun)
Guatavita är en kommun i Colombia.   Den ligger i departementet Cundinamarca, i den centrala delen av landet, 40 km nordost om huvudstaden Bogotá. Antalet invånare är 6 685. Guatavita ligger vid sjön Embalse de Tominé.